# Диноршоев, Мусо Диноршоевич
Мусо Диноршоевич Диноршоев (7 ноября 1934; село Арзинк Тавильдаринского (ныне Сангворского) района Таджикской ССР — 29 сентября 2020) — советский и таджикский философ. Доктор философских наук (1987), профессор (1991), академик АН РТ (1994). Лауреат Государственной премии РТ им. Абу Али Сины в области науки и техники (2011).

## Биография
- 1959 — Окончил историко-филологический факультет ТГУ им. В. И. Ленина;
- 1959—1962 — Младший научный сотрудник Отдела философии АН Таджикской ССР; 1962—1965 — старший преподаватель кафедры философии Душанбинского государственного педагогического института;
- 1962—1986 — Младший научный сотрудник, заведующий сектором истории философии Отдела философии АН Таджикской ССР (1968—1986);
- 1986—1988 — Главный редактор Таджикской советской энциклопедии;
- 1988—1990 — Заведующий Отделом философии АН Таджикской ССР;
- 1991—2007 — Директор Института философии и права АН РТ;
- 1995—2000, 2005—2010 — Вице-президент АН РТ;
- с ноября 2012 — консультант Президиума АН РТ.

Скончался 29 сентября 2020 года, похоронен на кладбище «Лучоб» в Душанбе.

## Научная и творческая деятельность
Мусо Диноршоев в основном разрабатывает проблемы онтологии, гносеологии, логики, социальной философии, политологии в истории философии стран мусульманского мира, доказывая вопрекипрошлым и современным европоцентристам существование развитой философской мысли и свободомыслия в мусульманском мире; устанавливает вопреки тем же европоцентристам творческий характер ирано-таджикской и арабской философии на основе анализа философских концепций ал — Фараби, Абу Бакра ар-Рази, Ибн Сина, Абу-р-Райхана Беруни, Насира Хосрова, Абухамид Мухаммад ал-Газзали, Шахибаддина Сухраварди, Насириддина Туси, Ибн Халдуна, Садриддина Шерази и др. М. Диноршоев является соавтором учебного пособия «Очерки истории философии» (1983 на тадж.яз.) и учебника «Философия» (1997 на тадж.яз., в двух частях). Ему принадлежат переводы на русский язык «Жизнеописания» и «Указания и наставления Ибн Сины» (1980, в соавторстве), «Припасы путников» Носира Хосрова (2005), «Философия и калам» (2004) и «Знакомство с исламскими науками» Мортазы Мотаххари (2004), «Опровержение философов» Абу Хамида Газзали (2008). О является автором (около 300) работах, в том числе монографические исследования по философии мыслителей Востока. Благодаря усилиям М. Диноршоева сформировалась таджикская философская школа, признанная мировым философским сообществом. Среди его аспирантов и докторантов не только Таджикистана, но и Афганистана, Белоруссии, Ирана, Киргизии, России.

## Основные публикации
- Философия Насириддина Туси (1968, 2012 дополненное издание),
- Ибн Сина и его философские воззрения (1980),
- Ибн Сина и его роль в развитии мировой цивилизации (1980),
- Натурфилософия Ибн Сины (1985),
- Из истории таджикской философии (1986, на персидском языке),
- Насир Хусрав и его «Зад-ал мусафирин» (2005 г.),
- Абухамид Мухаммад ал-Газзали и его «Опровержение философов» (2008),
- Компендиум философии Ибн Сины (2010),
- Проблемы философии Ибн Сины (2011 на тадж.яз.),
- Плюралистическая философия Абу Бакра ар-Рази (2013).